# Ángel Marrero
Ángel Fernández Marrero (f. Madrid, 26 de marzo de 1986) fue un periodista español.

## Biografía
Procedente del mundo de la radio, fue uno de los periodistas pioneros de la información televisiva en España. Presente tras la cámara de la pequeña pantalla desde el inicio de las emisiones del nuevo medio en el país, fue en 1957, el primer director de Telediario, el noticiero televisado decano en España. 
Durante años su labor estuvo vinculada al Área de Informativos de Televisión Española, siendo nombrado director del mismo en 1962, tras la llegada al Ministerio de Información y Turismo de Manuel Fraga.
Fue el impulsor del programa En portada, otro clásico del medio, en el que se presentaban reportajes de actualidad rodados en los más recónditos puntos del planeta, y que dirigió hasta pocos meses antes de su muerte.
Falleció a causa de un cáncer de pulmón.

## Premios
- Premio Ondas 1968.
- Antena de Oro 1962.
- Premio Nacional de Televisión 1961.